# Thomas Viktor Adolph

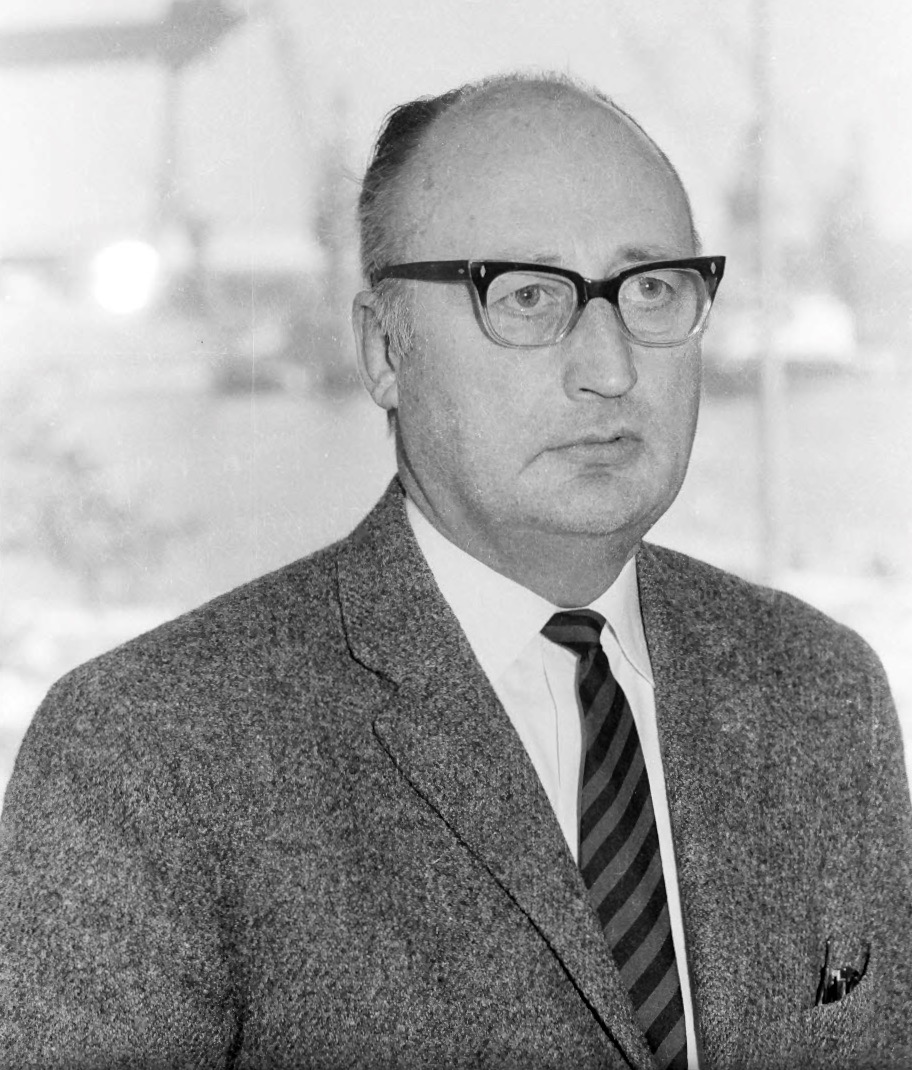
Thomas Viktor Adolph als Direktor des NDR-Landesfunkhauses Kiel, 30. April 1966

Thomas Viktor Adolph (geboren als Konrad Viktor Oskar Johannes Adolph; * 7. September 1914 in Bochum; † 21. November 1997 in Kiel) war ein deutscher Journalist, Redakteur, Studioleiter bzw. Direktor Hörfunk und Fernsehen und Kinderbuchautor.

## Schule, Ausbildung und Studium

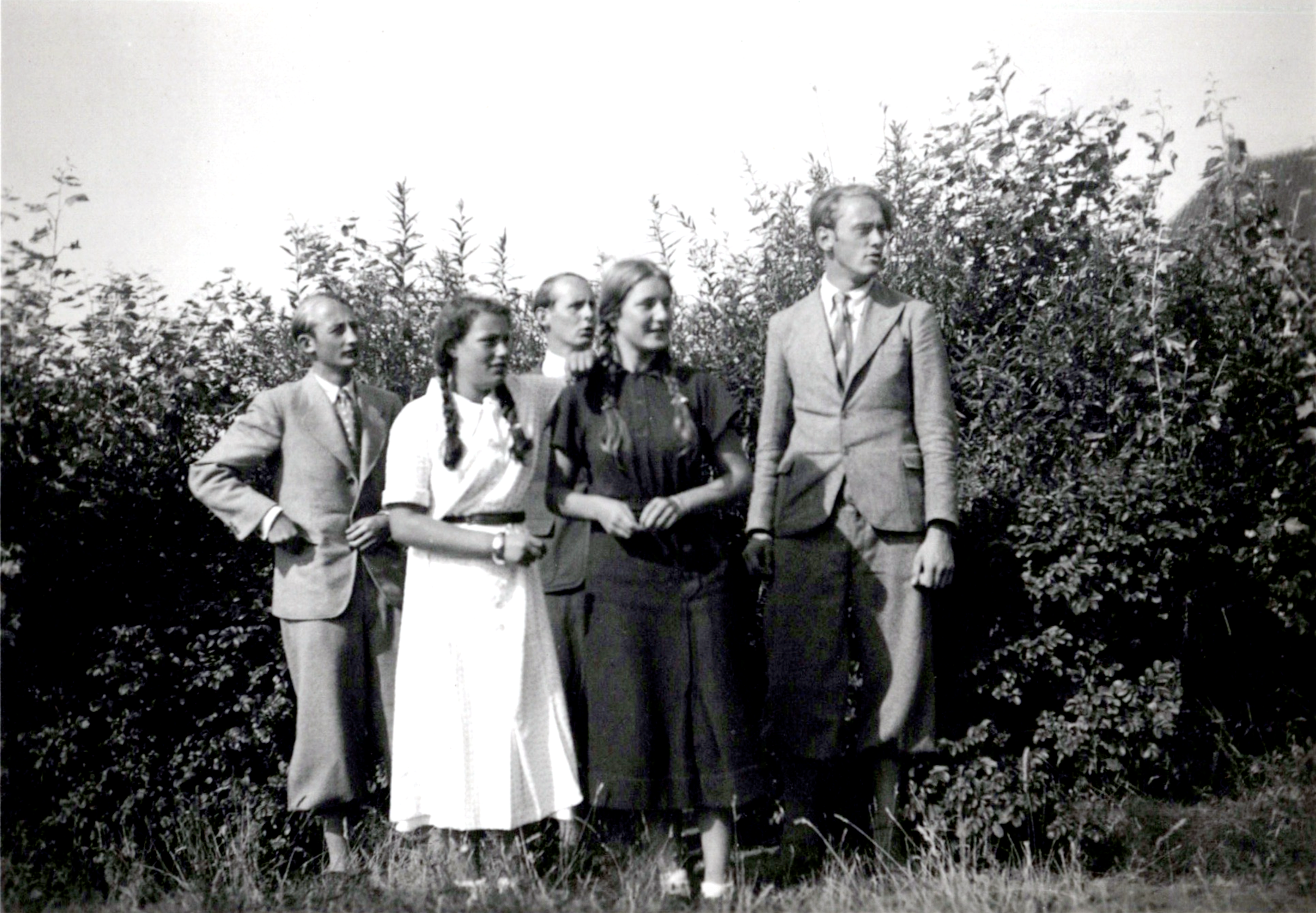
Thomas Adolph (links) als etwa 16-jähriger Schüler der Schule am Meer auf der Nordseeinsel Juist, um 1932

Thomas Adolph, Sohn des promovierten Ingenieurs und BEWAG-Direktors Johannes Adolph und dessen Ehefrau Helene Adolph, geborene May, beide evangelisch-lutherischer Konfession, besuchte von Berlin-Nikolassee aus zunächst den reformgymnasialen Zweig des Pädagogiums Waldsieversdorf am Großen Däbersee bei Buckow in der Märkischen Schweiz. Am 29. August 1931 wechselte er in das von Martin Luserke geleitete und maßgeblich durch den preußischen Ministerialrat und späteren Minister Adolf Grimme geförderte reformpädagogische Landschulheim Schule am Meer auf der ostfriesischen Insel Juist. Dort bestand er im März 1934 die Reifeprüfung. Im Schülerbuch des Landschulheims ist er als Thomas Adolph verzeichnet, ein Hinweis darauf, dass der in seiner Geburtsurkunde nicht verzeichnete Vorname Thomas vor 1931 angenommen worden sein muss.
Von 1934 bis 1936 absolvierte er eine Lehre bei der Franckh’schen Verlagshandlung in Stuttgart und studierte anschließend Zeitungswissenschaft, Kunstgeschichte und Volkskunde an der Friedrich-Wilhelms-Universität zu Berlin.
Adolph wurde durch die Schule am Meer und Martin Luserke, seine Begegnungen und Segeltörns mit Age Nissen und Emil Nolde nachhaltig geprägt. So schuf er etwa Segelfernsehfilme.
Thomas Viktor Adolph war evangelisch, ab 1947 mit Ruth Adolph, geborene Vogt, verheiratet, hatte zwei Kinder (Susanne und Stephan), lebte in Kiel-Wik und war Rotartier.

## Berufliche Entwicklung
Adolph arbeitete zunächst im Bereich Verlagsbuchhandlung und Sortiment. Nach dem Kriegseinsatz bei der Wehrmacht von 1939 bis 1945 war er von 1945 bis 1947 Mitinhaber eines Übersetzungsbüros in Pinneberg. 1947 konnte er wieder an seine beruflichen Ziele anknüpfen. Er arbeitete zunächst als Redakteur der Abteilung Politik für den Nordwestdeutschen Rundfunk (NWDR) und ab Mitte der 1950er Jahre für dessen Spin-off Norddeutscher Rundfunk (NDR). Adolph war Mitglied der CDU.
Ab 1949 wirkte er unter NWDR-Generaldirektor Adolf Grimme als Studioleiter beim Aufbau und der Einrichtung des NWDR-Studios im alten Musikpavillon des Deutschen Hauses in Flensburg mit, bis dieses, ergänzt um einen Anbau, offiziell am 12. November 1950 im Beisein von Grimme eröffnet werden konnte. Das Studio Flensburg war zu jener Zeit für das gesamte Sendegebiet Schleswig-Holstein zuständig. Während seiner Zeit in Flensburg begann Adolph damit, Kontakte nach Dänemark aufzubauen und kontinuierlich zu pflegen.
Thomas Viktor Adolph begründete ca. 1953 plattdeutsche Lesungen und Sendungen des NWDR, fortgesetzt unter dem NDR-Intendanten Walter Hilpert.

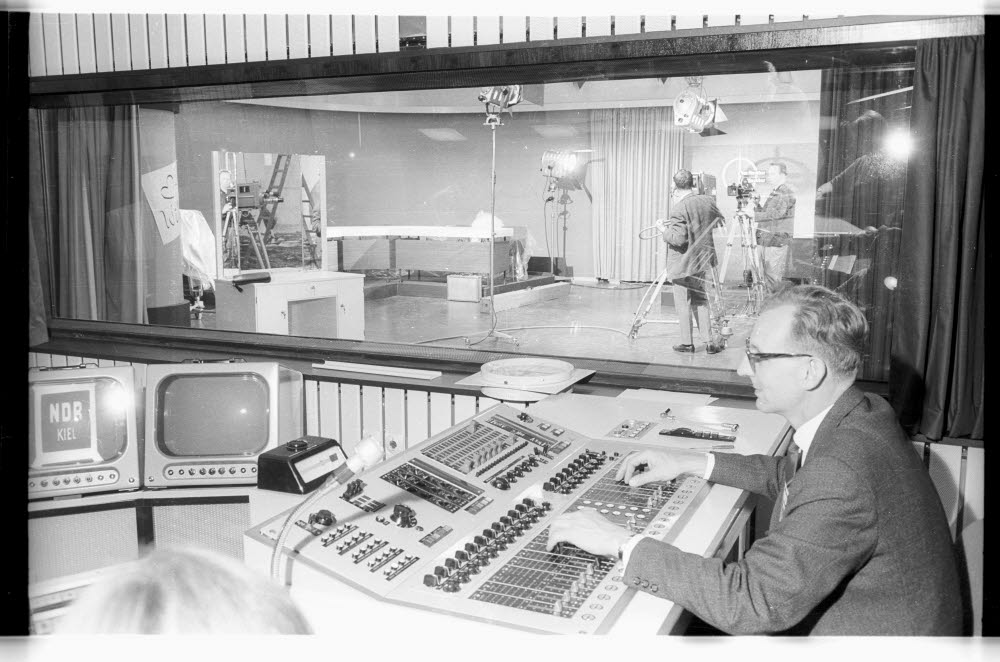
Bild- und Tontechnik im Landesstudio Kiel, 1966

Im Jahr 1964 wurde er vom NDR unter Intendant Gerhard Schröder zum Direktor des Landesstudios Kiel berufen. Auch dort war zunächst Aufbauarbeit der Hörfunk- und Fernsehstudios im Kieler Schloss zu leisten, bevor Adolphs 50-köpfiges Team von Flensburg nach Kiel umziehen konnte. Bis dahin musste er zwischen Flensburg und Kiel pendeln, um beide Studiostandorte im Auge zu behalten. Seine Funktion in Kiel, ab 1970 als Direktor des Funkhauses Kiel, übte er bis 1971 aus.
Im Jahr 1966 wurde Adolph durch den dänischen König Frederik IX. das Ritterkreuz des Dannebrogordens verliehen, da er „entscheidend mitgeholfen“ habe, „den Weg der Freundschaft zwischen den Deutschen und Dänen zu bereiten“.
Im Jahr 1970 gründete Adolph die Deutsch-Dänische Gesellschaft in Kiel und saß dieser als langjähriger Präsident vor.
Am 28. Juli 1971 wurde er durch Bundespräsident Gustav Heinemann mit dem Verdienstkreuz 1. Klasse des Verdienstordens der Bundesrepublik Deutschland ausgezeichnet.
Am 27. Juni 1980 wurde ihm durch die dänische Königin Margrethe II. für seine „Verdienste um die guten Beziehungen zwischen Norddeutschland und Dänemark“ das Ritterkreuz 1. Klasse des Dannebrogordens verliehen.
In der Nachkriegszeit veröffentlichte Thomas Viktor Adolph ein selbst illustriertes Kinderbuch mit Reimen, ein Ansatz, zu dem er aus beruflichen Gründen erst wieder nach seiner Pensionierung Ende der 1970er Jahre zurückfand und weitere Kinderbücher veröffentlichte, teils auch in einer durch Paul Selk ins Plattdeutsche übertragenen Version und in einer durch die Ehefrau des dänischen Botschafters Troels Oldenburg (1915–1988) übersetzten dänischsprachigen Ausgabe.
Thomas Viktor Adolph starb im Alter von 83 Jahren und wurde auf dem Nordfriedhof in Kiel beigesetzt. NDR-Intendant Jobst Plog würdigte Thomas Viktor Adolph als „Pionier des Rundfunks, dem der NDR viel zu verdanken“ habe.

## Veröffentlichungen

### Kinderbücher
- Höchst ergötzliche Bilder und Verse für Kinder. Ellermann, Hamburg 1948. OCLC 720075621
- Die Fabelkiste – Ein Bilderbuch. Kraft, Rendsburg 1978, ISBN 3-922165-01-X.
- Das Narrenhaus – Ein Bilderbuch. Kraft, Rendsburg 1980, ISBN 3-922165-08-7.
- Tur til Tyskland – en billedbog. Kraft, Rendsburg 1980. ISBN 3-922165-07-9.

### Hörbuch
- als Aufnahmeleiter: Bi uns in'n Dörp. CD. 2019, OCLC 1190155470 (Eine Hörfunksendung des Nordwestdeutschen Rundfunks, 2. Programm Nord, vom 28. März 1953, aus Steinberg in Angeln)

### Fachliteratur
- als Mitw.: Zur Eröffnung des Landesstudios Kiel des Norddeutschen Rundfunks am 16. Mai 1966. Norddeutscher Rundfunk, Landesstudio Kiel (Hrsg.), NDR, Hamburg 1966, OCLC 73842256
- als Hrsg.: Meinungsbildung – Probleme der Massenmedien Rundfunk und Fernsehen in den modernen Demokratien. Wellen ohne Grenzen. Gegenwart und Zukunft der Kommunikation (= Die d-und-d-Taschenbücher, 6). Christian Wolff Verlag, Flensburg 1971, OCLC 721184598

### Engagements
- Gründer und langjähriger Präsident der Deutsch-Dänischen Gesellschaft in Kiel.[14]
- als Redakteur: Dialog über die Grenze – Festschrift zum 10jährigen Bestehen der Deutsch-Dänischen Gesellschaft Kiel (teilweise bilingual deutsch-dänisch). Deutsch-dänische Gesellschaft (Hrsg.) Claudius Kraft Verlag, Rendsburg / Kiel 1980, OCLC 3922165109

## Auszeichnungen
- 1966 – Ritterkreuz des Dannebrogordens des Königreichs Dänemark durch König Frederik IX.[13]
- 1971 – Verdienstkreuz 1. Klasse des Verdienstordens der Bundesrepublik Deutschland[3]
- 1980 – Ritterkreuz 1. Klasse des Dannebrogordens des Königreichs Dänemark durch Königin Margrethe II.[17][21]